# Callosides genieri
Callosides genieri är en skalbaggsart som beskrevs av Henry Fuller Howden 2001. Callosides genieri ingår i släktet Callosides och familjen Hybosoridae. Inga underarter finns listade.